# Peppe Femling
Peppe Femling (* 24. März 1992 in Gävle) ist ein ehemaliger schwedischer Biathlet. Mit der Staffel wurde er 2018 Olympiasieger und gewann zwei Medaillen bei Weltmeisterschaften.

## Sportliche Laufbahn
Femling wuchs in der Gemeinde Gävle auf und startete im Nachwuchsbereich zunächst parallel in Biathlon- und Skilanglaufrennen im Högbo GIF. Er konzentrierte sich zunehmend auf den Biathlonsport und debütierte bei der Jugend-WM in Torsby – wo er das Sportgymnasium besuchte – auf internationaler Ebene. Dort blieb er ebenso wie bei den Juniorenweltmeisterschaften 2012 und 2013 ohne Top-30-Resultat in einem Einzelrennen.
Von 2011 an erhielt Femling zunächst sporadische, später regelmäßige Einsätze im IBU-Cup. Er etablierte sich in der zweithöchsten Wettkampfserie im Erwachsenenbereich mit Platzierungen im Mittelfeld. Mit 21 Jahren wurde er als bester Schwede seiner Altersklasse in den Nationalkader von Trainer Johan Hagström berufen. Im Januar und März 2014 nahm Femling erstmals an Weltcuprennen teil und belegte in den Sprints von Oberhof und Oslo den 89. beziehungsweise den 86. Platz. Nach den Rücktritten von Björn Ferry und Carl Johan Bergman im Anschluss an die Olympischen Winterspiele 2014 bekam er einen festen Platz in der ersten schwedischen Mannschaft. In den folgenden Wintern erreichte er in einzelnen Rennen die vorderen 40 Plätze und sammelte damit Weltcuppunkte. Ein 21. Rang im 20-Kilometer-Wettkampf am Osloer Holmenkollen im März 2015 war dabei über Jahre sein bestes Ergebnis in einem Einzel-Weltcuprennen. Zudem nahm er an Großereignissen teil und fand mehrmals Berücksichtigung in Staffeln, wobei er keinen Stammplatz hatte, sondern sich mit Teamkollegen wie Ted Armgren und Tobias Arwidson, später Martin Ponsiluoma abwechselte. Bei den Olympischen Winterspielen 2018 belegte Femling im Sprint einen 32. und in der Verfolgung den 42. Platz. In der abschließenden Männerstaffel nahm er die Position des Startläufers ein und übergab an fünfter Stelle an Jesper Nelin. Die Staffel, deren Schlusspositionen Sebastian Samuelsson und Fredrik Lindström einnahmen, gewann die Goldmedaille – mit seinem ersten Podiumsergebnis in einem internationalen Rennen wurde Femling damit Olympiasieger.
In der Vorbereitung auf die Saison 2018/19 verletzte sich Femling im August 2018, als er beim Training für einen Rollski-Wettkampf einem Auto auswich und sich seinen Stock durch das Bein stach. Er konnte an allen Wettkämpfen des Weltcupwinters teilnehmen, gewann gemeinsam mit Martin Ponsiluoma, Torstein Stenersen und Sebastian Samuelsson das Staffelrennen in Hochfilzen und verbesserte sein bestes Einzelergebnis auf einen neunten Platz, den er im Kurz-Einzel von Canmore im Januar 2019 erzielte. Von 2020 bis 2023 schloss Femling vier aufeinanderfolgende Weltcupsaisons unter den ersten 50 Athleten der Gesamtwertung ab – sein bestes Resultat im Gesamtklassement in diesen Jahren war ein 38. Platz 2020/21. Er blieb fester Bestandteil der schwedischen Männerstaffel: Jeweils als Startläufer gewann er zusammen mit Jesper Nelin, Martin Ponsiluoma und Sebastian Samuelsson Silber bei der WM 2021 auf der Pokljuka und Bronze bei der WM 2023 in Oberhof sowie außerdem ein Weltcuprennen in Hochfilzen im Dezember 2020.
Bei der Sommerbiathlon-WM 2022 in Ruhpolding war Peppe Femling einer der erfolgreichsten männlichen Athleten. Im Supersprint belegte er hinter dem Deutschen Philipp Horn und seinem schwedischen Landsmann Sebastian Samuelsson den Bronzerang, am darauf folgenden Tag wurde er im Sprint Zweiter hinter Samuelsson. Im März 2023 gewann er vor Martin Ponsiluoma und Jesper Nelin den schwedischen Meistertitel im Massenstart. Nach dem Winter 2023/24 beendete Femling seine aktive Laufbahn. In seinem letzten Wettkampfauftritt wurde er zusammen mit seiner Lebensgefährtin Anna Magnusson im März 2024 schwedischer Meister in der Single-Mixed-Staffel.

## Persönliches
In seiner Jugend war Femling Artist im Jugendzirkus in der Nähe seiner Heimatstadt Gävle und trat als Einradfahrer und Diabolo-Jongleur auf. Er hat zwei ältere Brüder und ist mit seiner Teamkollegin Anna Magnusson liiert.

## Statistiken

### Weltcupsiege
| Nr. | Datum         | Ort        | Disziplin            |
| --- | ------------- | ---------- | -------------------- |
| 1.  | 16. Dez. 2018 | Hochfilzen | Staffel (4×7,5 km) 1 |
| 2.  | 13. Dez. 2020 | Hochfilzen | Staffel (4×7,5 km) 2 |

### Weltcupplatzierungen
Die Tabelle zeigt alle Platzierungen (je nach Austragungsjahr einschließlich Olympische Spiele und Weltmeisterschaften).
- 1.–3. Platz: Anzahl der Podiumsplatzierungen
- Top 10: Anzahl der Platzierungen unter den ersten zehn (einschließlich Podium)
- Punkteränge: Anzahl der Platzierungen innerhalb der Punkteränge (einschließlich Podium und Top 10)
- Starts: Anzahl gelaufener Rennen in der jeweiligen Disziplin
- Staffel: inklusive Mixed- und Single-Mixed-Staffeln

| Platzierung | Einzel | Sprint | Verfolgung | Massenstart | Staffel | Gesamt |
| ----------- | ------ | ------ | ---------- | ----------- | ------- | ------ |
| 1. Platz    |        |        |            |             | 2       | 2      |
| 2. Platz    |        |        |            |             | 4       | 4      |
| 3. Platz    |        |        |            |             | 1       | 1      |
| Top 10      | 1      | 1      |            |             | 27      | 29     |
| Punkteränge | 7      | 13     | 15         | 3           | 34      | 72     |
| Starts      | 23     | 66     | 24         | 3           | 36      | 152    |

### Weltcupwertungen

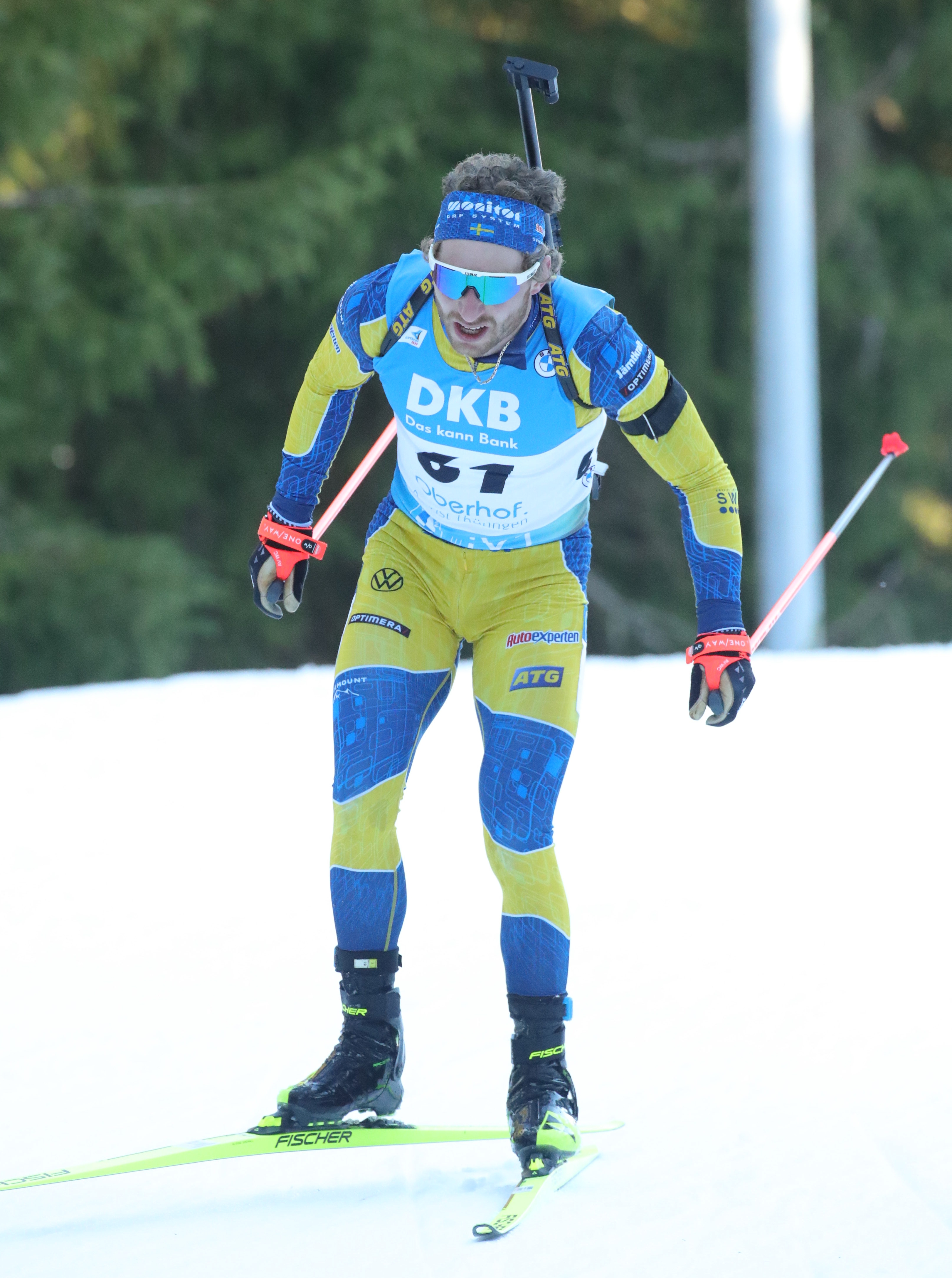
Femling bei den Weltmeisterschaften 2023

Ergebnisse bei Biathlon-Weltcups (Disziplinen- und Gesamtweltcup) gemäß Punktesystem:
| Saison  | Einzel | Einzel | Sprint | Sprint | Verfolgung | Verfolgung | Massenstart | Massenstart | Gesamt | Gesamt |
| Saison  | Platz  | Punkte | Platz  | Punkte | Platz      | Punkte     | Platz       | Punkte      | Platz  | Punkte |
| ------- | ------ | ------ | ------ | ------ | ---------- | ---------- | ----------- | ----------- | ------ | ------ |
| 2014/15 | 42.    | 20     | –      | –      | –          | –          | –           | –           | 75.    | 20     |
| 2015/16 | 62.    | 4      | –      | –      | –          | –          | –           | –           | 102.   | 4      |
| 2016/17 | 48.    | 14     | –      | –      | –          | –          | –           | –           | 83.    | 14     |
| 2018/19 | 33.    | 32     | –      | –      | 81.        | 1          | –           | –           | 67.    | 33     |
| 2019/20 | 36.    | 24     | 53.    | 36     | 38.        | 31         | 42.         | 18          | 46.    | 109    |
| 2020/21 | 39.    | 26     | 34.    | 72     | 42.        | 36         | 43.         | 14          | 38.    | 148    |
| 2021/22 | –      | –      | 51.    | 44     | 37.        | 61         | –           | –           | 47.    | 105    |
| 2022/23 | 38.    | 20     | 53.    | 21     | 43.        | 39         | –           | –           | 45.    | 80     |
| 2023/24 | –      | –      | –      | –      | 67.        | 7          | –           | –           | 81.    | 7      |

### Olympische Winterspiele
Ergebnisse bei Olympischen Winterspielen:
|                                             | Einzelwettbewerbe | Einzelwettbewerbe | Einzelwettbewerbe | Einzelwettbewerbe | Staffelwettbewerbe | Staffelwettbewerbe |
| Einzel                                      | Sprint            | Verfolgung        | Massenstart       | Männerstaffel     | Mixedstaffel       |                    |
| ------------------------------------------- | ----------------- | ----------------- | ----------------- | ----------------- | ------------------ | ------------------ |
| Olympische Winterspiele 2018 \| Pyeongchang | 32.               | 42.               | –                 | –                 | 1.                 | –                  |
| Olympische Winterspiele 2022 \| Peking      | 64.               | –                 | 40.               | –                 | 5.                 | –                  |

### Weltmeisterschaften
Ergebnisse bei Weltmeisterschaften:
| Weltmeisterschaften | Weltmeisterschaften | Einzelwettbewerbe | Einzelwettbewerbe | Einzelwettbewerbe | Einzelwettbewerbe | Staffelwettbewerbe | Staffelwettbewerbe | Staffelwettbewerbe |
| Jahr                | Ort                 | Einzel            | Sprint            | Verfolgung        | Massenstart       | Männerstaffel      | Mixedstaffel       | S.-M.-Staffel      |
| ------------------- | ------------------- | ----------------- | ----------------- | ----------------- | ----------------- | ------------------ | ------------------ | ------------------ |
| 2015                | Kontiolahti         | 62.               | 78.               | –                 | –                 | 18.                | 16.                | nicht ausgetragen  |
| 2016                | Oslo                | 37.               | –                 | –                 | –                 | 7.                 | –                  | nicht ausgetragen  |
| 2019                | Östersund           | 67.               | 86.               | –                 | –                 | –                  | –                  | –                  |
| 2020                | Antholz             | 17.               | 20.               | 16.               | 22.               | 10.                | –                  | –                  |
| 2021                | Pokljuka            | 15.               | 31.               | 37.               | 27.               | 2.                 | –                  | –                  |
| 2023                | Oberhof             | 79.               | 27.               | 25.               | 30.               | 3.                 | –                  | –                  |
| 2024                | Nové Město          | 64.               | –                 | –                 | –                 | –                  | –                  | –                  |

### Jugend-/Juniorenweltmeisterschaften

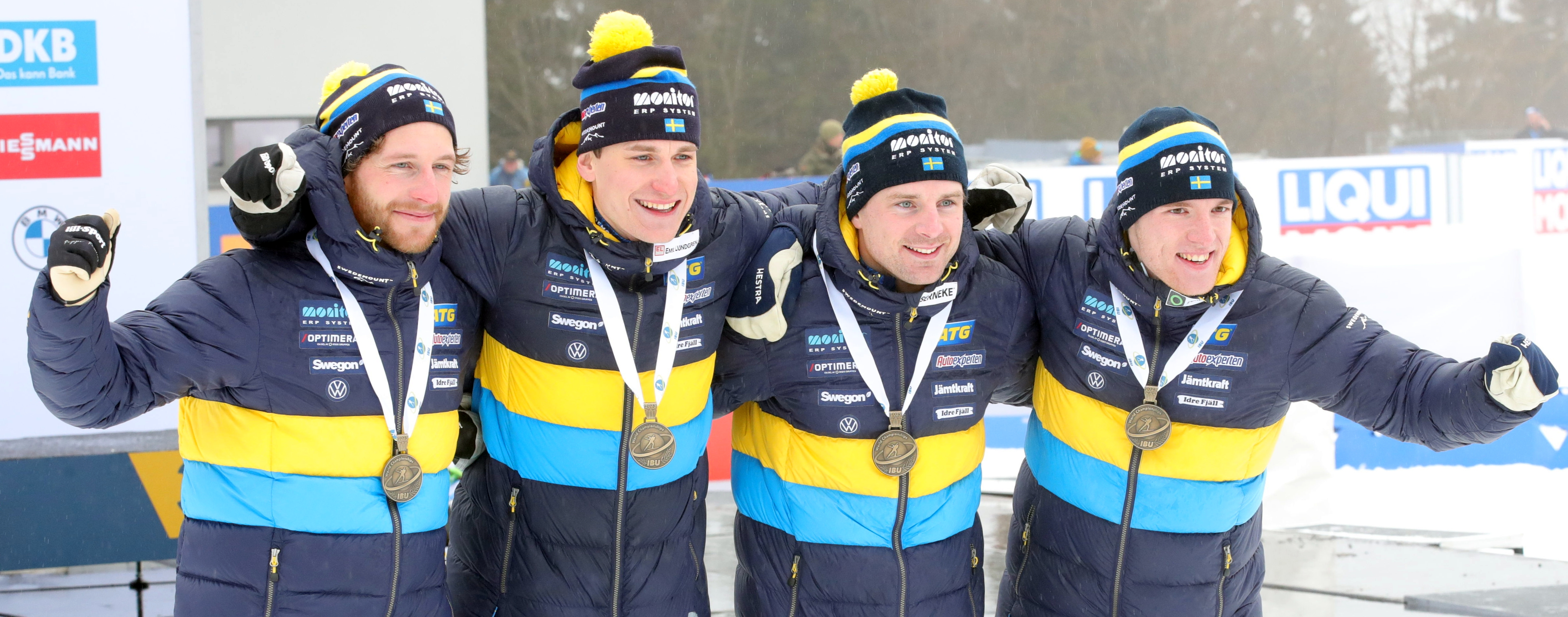
Femling, Martin Ponsiluoma, Jesper Nelin und Sebastian Samuelsson (v.l.) mit WM-Bronze, 2023 in Oberhof

Femling nahm 2010 an den Jugend- und ab 2012 an den Juniorenwettkämpfen teil.
| Weltmeisterschaften | Weltmeisterschaften | Einzelwettbewerbe | Einzelwettbewerbe | Einzelwettbewerbe | Männerstaffel |
| Jahr                | Ort                 | Einzel            | Sprint            | Verfolgung        | Männerstaffel |
| ------------------- | ------------------- | ----------------- | ----------------- | ----------------- | ------------- |
| 2010                | Torsby              | 44.               | 35.               | 41.               | –             |
| 2012                | Kontiolahti         | 70.               | 35.               | 43.               | 12.           |
| 2013                | Obertilliach        | –                 | 82.               | –                 | –             |